# John Martin (brouwerij)
John Martin is een Belgisch bedrijf actief in de drankenhandel en de bierbrouwerij. Het werd in 1909 in Antwerpen opgericht door John Martin (1886-1966), geboren in het Engelse Newmarket. De huidige bedrijfsleider, Anthony Martin, is diens kleinzoon.
Het bedrijf specialiseerde zich in het invoeren van Britse en Ierse bieren (Guinness, Bass, Gordon scotch ale), dikwijls in een speciale versie voor de Belgische markt. Daarnaast kwam er de productie van limonades (met name Schweppes, onder licentie) te Genval. Het kasteel aan het Meer van Genval waar tot 1981 de limonadefabriek in was gevestigd, wordt later omgevormd tot het vijfsterrenhotel Château du Lac. Het vormde de wieg van de hotelgroep Martin's Hotels, geleid door een andere kleinzoon van de oprichter, John C. Martin.
In 1993 werd de lambiekbrouwerij Timmermans uit Itterbeek overgenomen. In 2015 opende John Martin een microbrouwerij in de hoeve Mont-Saint-Jean vlak bij het strijdtoneel van de Slag bij Waterloo. In 2016 opende men verder de brouwerij Bourgogne des Flandres in het centrum van Brugge. Sindsdien beschikt het bedrijf dus over drie brouwlocaties. Daarnaast laat men een aantal bieren, waaronder die van het Britse type, produceren bij andere brouwerijen.

## Bieren (niet-exhaustief)
Import en gebrouwen door derden :
- Guinness Special Export Stout
- Martin’s Pale Ale
- Gordon Scotch Ale
- Gordon Finest
- Gordon Five
- Gordon Xmas

Timmermans:
- Bourgogne des Flandres
- Timmermans Geuze
- Timmermans Kriek
- Timmermans Fruitbier
- Timmermans Lambicus Blanche

Bourgogne des Flandres:
- Bourgogne des Flandres bruin
- Bourgogne des Flandres blond

Waterloo:
- Waterloo Triple Blond
- Waterloo Double Dark
- Waterloo Red Cherry
- Waterloo Récolte